# Spiralophantes
Spiralophantes mirabilis es una especie de araña araneomorfa de la familia Linyphiidae. Es el único miembro del género monotípico Spiralophantes.

## Distribución
Se encuentra en  Nepal.